# Zuckersand
Zuckersand ist ein preisgekrönter deutscher Fernsehfilm aus dem Jahr 2017. Regie bei dem zeitgeschichtlichen Drama mit komödiantischen Zügen führte Dirk Kummer. Das Drehbuch schrieb Kummer, der darin seine eigene Jugend verarbeitet hat, zusammen mit Bert Koß. 2018 gewann der Film vier Grimme-Preise in der Kategorie Fiktion.

## Handlung
Ende der 1970er Jahre in der DDR. Die zehnjährigen Jungen Jonas und Fred sind beste Freunde. Als Fred vom alten Nachbarn Kaczmarek einen Bumerang geschenkt bekommt, fassen sie den Entschluss, einen Tunnel nach Australien zu graben. Dies geschieht dann Tag für Tag in einem verlassenen Fabrikgebäude. Freds linientreue Eltern möchten, dass er als Läufer in den Olympiakader aufgenommen wird. Die alleinerziehende Mutter von Jonas hingegen hat einen Ausreiseantrag gestellt. Als das bekannt wird, dürfen sich die Jungen nur noch heimlich treffen. Als die Ausreise dann genehmigt wird, muss Jonas seiner Mutter zum Grenzübergang folgen. Er reißt sich aber los und rennt zurück in den Osten.
Unbemerkt erreicht Jonas das alte Fabrikgebäude, wo der Tunnel bereits einige Meter tief ist. Durch eine Unachtsamkeit rutscht er aus und wird unter dem weichen märkischen Sand verschüttet. Zunächst bemerkt das niemand. Dann kann Nachbar Kaczmarek das Kind nur noch tot bergen.
Diese Tatsache wird aber von den Behörden und in der Schule unter den Tisch gekehrt. Als die Stasi später den Tunnel entdeckt, glauben sie, dass hier eine Republikflucht geplant war. Fred träumt davon, Jonas in Australien wiederzusehen, wie sie es sich versprochen hatten. Er setzt alles daran, ein guter Sportler zu werden, da dies die einzige Möglichkeit ist, dorthin zu reisen. Am Ende erfährt er jedoch durch einen heimlichen Anruf bei Jonas’ Mutter im Westen, dass sein Freund bereits tot ist.

## Veröffentlichung
Am 24. Juni 2017 wurde Zuckersand in der Reihe Neues Deutsches Fernsehen beim Filmfest München uraufgeführt. Im September 2017 lief der Film beim Festival des deutschen Films in Ludwigshafen. Die Erstausstrahlung am 11. Oktober 2017 im Ersten erreichte 2,84 Mio. Zuschauer und einen Marktanteil von 9,6 %.

## Rezeption

### Kritiken
Für Rainer Tittelbach handelt es sich um eine „Geschichte von großer Wärme und Wahrhaftigkeit, die die Wirklichkeit nicht (n)ostalgisch verklärt.“ Der Film halte „sich konsequent an die kindliche Weltwahrnehmung“ und verzichte „auf jede Art stereotyper DDR-Bildklischees“. Es sei ein „Film, der in Bildern erzählt und dem Zuschauer keine Botschaft aufs Auge drücken will“.

„Die schauspielerische Leistung von Tilman Döbler als Fred kann man gar nicht genug würdigen. Grandios verkörpert er, wie Kinder täglich mit dem politischen System konfrontiert wurden, ohne es zu verstehen.“

### Auszeichnungen
- 2017: Bernd Burgemeister Fernsehpreis
- 2017: Nominierung für den Fernsehfilmpreis der Deutschen Akademie der Darstellenden Künste
- 2017: 3sat-Zuschauerpreis
- 2018: Grimme-Preis
- 2018: Grand Prix Rolan auf dem Internationalen Filmfestival für Kinder und Jugendliche in Armenien